# Splendide-Hôtel (funiculaire d'Évian)
Splendide-Hôtel est une gare intermédiaire du funiculaire d'Évian-les-Bains, sur la commune d'Évian-les-Bains en Haute-Savoie. Elle est la seule station de la ligne fermée aux voyageurs.

## Situation
La station est située en surface entre le parc du Splendide et le chemin du Nant d'Enfer.

## Histoire
La station est mise en service en 1907 et fait partie du tronçon originel de la ligne.
La ligne et par conséquent la station ferment en 1969, victime du déclin du thermalisme.
La station fait l'objet d'une inscription au titre des monuments historiques par arrêté du 28 décembre 1984,.
Tout comme l'ensemble de la ligne, la station est rénovée et rouverte le 21 juin 2002, 33 ans après sa fermeture. Toutefois, elle ferme à nouveau en 2005 pour des raisons de sécurité, certains imprudents traversaient les voies, malgré le câble en mouvement, pour prendre le funiculaire depuis le chemin du Nant.

## Services aux voyageurs

### Accès
La station ne dispose que d'une entrée, depuis le parc du Splendide.
Bien que fermée aux voyageurs — une simple chaîne en ferme l'accès —, les rames continuent de marquer l'arrêt pour des raisons inhérentes au fonctionnement même d'un funiculaire.

### Quais
Construite en surface, la station est constituée d'un unique quai et d'une marquise ; elle est en quelque sorte le dernier vestige du Splendide Hôtel détruit dans les années 1970 et dont elle avait pour but de le desservir.
La station dispose d'un seul quai en escalier équipée d'une marquise de style art nouveau ; l'accès au compartiment supérieur des cabines aux personnes à mobilité réduite est assuré sans rampe de par la configuration de l'accès à la station.

### Intermodalité
La station n'offre aucune correspondance à proximité, si ce n'est avec la station Buvette Cachat de cette même ligne qui est assez proche.

## À proximité
- Le parc du Splendide, sur le site de l'ancien hôtel éponyme.